# Melanotus mongolicus
Melanotus mongolicus là một loài bọ cánh cứng trong họ Elateridae. Loài này được Gurjeva miêu tả khoa học năm 1968.